# Basti Djafarova
Pour les articles homonymes, voir Djafarova.
 (août 2024).
La mise en forme du texte ne suit pas les recommandations de Wikipédia : il faut le « wikifier ».
Les points d'amélioration suivants sont les cas les plus fréquents :
- Les titres sont pré-formatés par le logiciel. Ils ne sont ni en capitales, ni en gras.
- Le texte ne doit pas être écrit en capitales (les noms de famille non plus), ni en gras, ni en italique, ni en « petit »…
- Le gras n'est utilisé que pour surligner le titre de l'article dans l'introduction, une seule fois.
- L'italique est rarement utilisé : mots en langue étrangère, titres d'œuvres, noms de bateaux, etc.
- Les citations ne sont pas en italique mais en corps de texte normal. Elles sont entourées par des guillemets français : « et ».
- Les listes à puces sont à éviter, des paragraphes rédigés étant largement préférés. Les tableaux sont à réserver à la présentation de données structurées (résultats, etc.).
- Les appels de note de bas de page (petits chiffres en exposant, introduits par l'outil «  Source ») sont à placer entre la fin de phrase et le point final[comme ça].
- Les liens internes (vers d'autres articles de Wikipédia) sont à choisir avec parcimonie. Créez des liens vers des articles approfondissant le sujet. Les termes génériques sans rapport avec le sujet sont à éviter, ainsi que les répétitions de liens vers un même terme.
- Les liens externes sont à placer uniquement dans une section « Liens externes », à la fin de l'article. Ces liens sont à choisir avec parcimonie suivant les règles définies. Si un lien sert de source à l'article, son insertion dans le texte est à faire par les notes de bas de page.
- La présentation des références doit suivre les conventions bibliographiques. Il est recommandé d'utiliser les modèles {{Ouvrage}}, {{Chapitre}}, {{Article}}, {{Lien web}} et/ou {{Bibliographie}}. Le mode d'édition visuel peut mettre en forme automatiquement les références.
- Insérer une infobox (cadre d'informations à droite) n'est pas obligatoire pour parachever la mise en page.

Pour une aide détaillée, merci de consulter Aide:Wikification.
Si vous pensez que ces points ont été résolus, vous pouvez retirer ce bandeau et améliorer la mise en forme d'un autre article.
Basti Djafarova (en azéri: Bəsti Əli qızı Cəfərova 13 juin 1959, Bakou) est une actrice de théâtre et de cinéma. Artiste du Peuple de l'Azerbaïdjan (1998).

## Biographie
Basti Djafarova est née le 13 juin 1959 à Bakou. En 1976, elle entre à la faculté de théâtre et de cinéma de l'Institut national des arts d'Azerbaïdjan. Basti Jafarova étudie dans la classe d'Adil Isgandarov et termine ses études en 1980. Elle travaille au Théâtre national académique dramatique azerbaïdjanais. Elle joue plusieurs rôles tirés des oeuvres des auteurs azéris et étrangers.
En 2013, elle obtient le rang académique de professeur à l'Université d'État de la Culture et des Arts d'Azerbaïdjan.

## Rôles interprétés au théâtre
- Nazli ( Aligulu se marie),
- Banovsha (Fiancée de S. Rahman),
- Femme (Je suis venu te dire... , Anar),
- Asmar (Gunah, R. Alizadeh),
- Badida et Nigar (Nigar sanglante, S. Shendil),
- Gülruh (Cheikh Khiyabani),
- Azada Khanum (Fou et intelligent),
- Agabeyim Agha (Le souverain et sa fille),
- Lale (Dans le palais de cristal ),
- Süreyya ("Un chalef solitaire") ,
- Khurshidbanu Natavan (Khurshidbanu Natavan, I. Efendiyev),
- Solmaz (La Mariée du Feu, Dj. Djabbarli),
- Martrio (Loupe, F.G. Lorca),
- Gonerilya (Le Roi Lear, V. Shakespeare),
- Adila (Fantôme dans le bureau de poste, Elchin),
- Fedra (Fedra, J. Rassin),
- Afat (Catastrophe, H. Javid) ,
- Femme (Voix Humaine, J. Cocteau),
- Khanuma (Khanuma, A. Sagarelli), Jivka (Madame la Ministre, B. Nušić),
- Gatiba Inanj ("Gatiba fidèle", M. S. Ordubadi) et d'autres.

## Filmographie
- Routes de la vie (film, 1982)
- Astana (film, 1986)
- Voix de l'étranger (film, 1987)
- Fleurs fanées (film, 1987)
- Mères (film, 1988)
- Vilain (film, 1988)
- Bébé monstre
- Le Soleil Levant (film, 2002)
- Statues abattues (film, 2002)
- Notre étrange destin (film, 2005)
- Bonjour, mon ange ! (film, 2008)
- Purgatoire (film, 2016)

## Prix et distinctions
- Artiste honoré de la RSS d'Azerbaïdjan — 1989
- Artiste du peuple d'Azerbaïdjan — 1998
- Prix présidentiel — 30 avril 2014
- Pension personnelle du président d'Azerbaïdjan — 6 mai 2016
- Prix Djafar Djabbarly — 28 octobre 2019[3]
- Diplôme honorifique du président d'Azerbaïdjan — 29 octobre 2019[4]